# Lee Child
Lee Child, født 29. oktober 1954 i Coventry, England, er en engelsk spændingsforfatter, han er for nuværende bosat i New York, USA, 2005.
Alle hans bøger er centreret omkring den fiktive person, tidligere MP major, US Army, Jack Reacher.

## Kort biografi
- 1974 – studerede jura i Sheffield, England.
- 1976 – deltidsarbejde i teatre.
- 1977 – ansat ved Granada Television, som instruktør.
- 1995 – afskediget fra Granada Television, på grund af omstrukturering.
- 1998 – flytter til USA.